# Götzendorf an der Leitha
Götzendorf an der Leitha – gmina targowa w Austrii, w kraju związkowym Dolna Austria, w powiecie Bruck na der Leitha. Według Austriackiego Urzędu Statystycznego liczyła 2 060 mieszkańców (1 stycznia 2014).